# Friedrich Heckmann (Theologe)
Friedrich Heckmann (* 1953) ist Professor für Theologie, Sozial- und Wirtschaftsethik an der Hochschule Hannover.

## Leben und Wirken
Nach dem Abitur am altsprachlichen Wilhelm-Dörpfeld-Gymnasium in Wuppertal 1973 studierte Heckmann von 1973 bis 1977 Evangelische Theologie und Philosophie an den Universitäten Münster, Zürich und Erlangen. Im Anschluss arbeitete er als Vikar (1978/79) und als Pfarrer (1980/81) im Kirchspiel Oberweimar bei Marburg, bevor er von 1982 bis 1986 als wissenschaftlicher Mitarbeiter an die Friedrich-Alexander-Universität Erlangen wechselte. 1985 wurde er mit der Dissertation: Arbeitszeit und Sonntagsruhe: Stellungnahmen zur Sonntagsarbeit als Beitrag kirchlicher Sozialethik im 19. Jahrhundert promoviert.
Von 1986 bis 1994 arbeitete Heckmann als Studentenpfarrer und Hochschulseelsorger an der Technischen Universität Braunschweig und den übrigen Hochschulen in der Evangelisch-lutherischen Landeskirche in Braunschweig. Gleichzeitig nahm er Lehraufträge im Bereich der Ingenieurethik und der Ökonomie- und Technikkritik wahr. 1995 wurde er auf eine Professur für Theologie und Sozialethik am Fachbereich Sozialwesen der Evangelischen Fachhochschule Hannover berufen. Seit 2007 lehrt er an der Fakultät V, Diakonie, Gesundheit und Soziales der Hochschule Hannover. Heckmann lehrt und forscht zu Fragen der Ethik im Kontext Sozialer Arbeit, der Wirtschaftsethik in Zusammenhang der Ökonomie, der Ökologie und Globalisierung als Anfrage an Ethik sowie an Ethosbildung. Darüber hinaus beschäftigt er sich in der Lehre mit Fragen des Lebensendes (Sterben und Tod, Trauern und Leben), dem
christlich-islamischen Dialog, des Subsidiaritätsprinzips und der Reformulierung und Normativität des Sozialstaates. In der Ethik der Sozialen Arbeit und für die Soziale Arbeit greift Heckmann auf die Tugendethik und der Lebenskunstphilosophie zurück, um sein Konzept der Ethosbildung in den ethischen Diskurs in die Soziale Arbeit einzubringen.
Heckmann ist Mitglied in verschiedenen Gremien und Vereinigungen – u. a.: Europäische Forschungsgesellschaft für Ethik – Societas Ethica, Arbeitskreis Ethik und Soziale Arbeit in der Deutschen Gesellschaft für Soziale Arbeit (DGS), Prackenfelser Kreis, Braunschweiger Pfarrerinnen- und Pfarrerverein, Freundeskreis der Waldenser-Kirche e. V., Vision, Verein zur sozialen und ökologischen Kommunikation.
Er ist neben der Lehre an der Hochschule in Fort- und Weiterbildung tätig. Dabei liegt sein Schwerpunkt im Bereich der Ethik als Kunst der Lebensführung. Wichtige Themen sind u. a. Ethik und Theologie in der Sozialen Arbeit, die Klimakatastrophe sowie Umgang mit Sterben und Tod, Trauer und Leben. Er arbeitet mit Methoden des Psychodramas, der Primärtherapie, der Meditation, des Playback-Theaters und der Organisationsentwicklung.

## Publikationen (Auswahl)
- Arbeitszeit und Sonntagsruhe: Stellungnahmen zur Sonntagsarbeit als Beitrag kirchlicher Sozialkritik im 19. Jahrhundert. Essen 1986 (online)
- Wirtschaft von unten. Selbsthilfe und Kooperation Heilbronn 1997 (mit E. Spoo)
- Übergänge – Annäherungen an das eigene Sterben. Göttingen 2011 (mit C. Burbach)
- Generationsfragen. Theologische Perspektiven zur Gesellschaft des 21. Jahrhunderts, Göttingen 2007 (mit C. Burbach)
- Orientierung für die Soziale Arbeit. Die Philosophie der Lebenskunst oder die Notwendigkeit der Ethosbildung für die Soziale Arbeit. In: Verena Begemann u. a. (Hrsg.): Soziale Praxis gestalten.   Orientierungen für ein gelingendes Handeln, Stuttgart 2011
- Lebensweisheit und Praktische Theologie, Göttingen 2014
- Verena Begemann, Friedrich Heckmann, Dieter Weber (Hrsg.): Soziale Arbeit als angewandte Ethik. Positionen und Perspektiven für die Praxis, Stuttgart 2016.
- Verena Begemann, Christiane Burbach, Dieter Weber (Hrsg.): Ethik als Kunst der Lebensführung. Festschrift für Friedrich Heckmann, Stuttgart 2018